# Kevin Biegel
Kevin Biegel est un scénariste et producteur, cocréateur de Cougar Town et créateur de Enrôlés.

## Scrubs
Biegel a obtenu son premier travail de rédaction dans la cinquième saison de Scrubs. Dans cette saison, il a écrit l'épisode "Mes fausses perceptions" coécrit la finale de la saison "Ma balade romantique." Dans la sixième saison, il a été promu scénariste principal. Lors de cette saison, il a écrit "Mon Poisson Rouge" et coécrit "Mon Lapin" Dans la septième saison, il a été promu à la direction éditoriale.
Pour la huitième saison, il est devenu coproducteur et a écrit deux épisodes : "Mon nah nah nah" et "L'Ex de mon Ex" La série allait se rendre à une neuvième saison, mais Biegel à décider de travailler sur sa nouvelle série Cougar Town avec Bill Lawrence.

## Cougar Town
Tout en travaillant sur la huitième saison de Scrubs dans laquelle Courteney Cox était invité, elle a demandé à Bill Lawrence de lui réaliser une série où elle serait actrice principale. Après avoir choisi le concept de la série, il a demandé à Biegel pour écrire le pilote avec lui. Lawrence a dirigé le pilote et la série a été reconduite pour 13 épisodes.
Après la diffusion sur ABC "mercredi Soir, la Comédie de la Gamme" les critiques sont mitigées et la série a été reconduite pour neuf épisodes supplémentaires, en apportant à la saison un total de 24 épisodes. 
En plus du pilote, Biegel a écrit le troisième épisode "C'est pour ce soir". Biegel agit sur la série en tant que coproducteur exécutif et corédacteur en chef, avec Bill Lawrence.
Les trois premières saisons sont diffusées sur ABC et les trois dernières sont redirigées sur TBS.

## D'autres travaux
Avant d'en arriver à l'écriture d'épisodes de Scrubs, Biegel a travaillé comme scénariste assistant pendant de nombreuses années.
Entre la septième et la huitième saison de Scrubs Biegel travaillé comme consultant pour South Park.

## Liens Externes
Kevin Biegel sur l'Internet Movie Database.
Kevin Biegel sur Allociné.